# 川崎市の赤痢 (1935年)
川崎市の赤痢（かわさきしのせきり）、ここでは 1935年（昭和10年）1月7日から神奈川県川崎市内に拡大した赤痢について扱う。

## 経過
1935年1月7日、市内で赤痢患者が多発。次第に規模が拡大したため、感染源として水道水が疑われた。1月9日、川崎市は水源となっていた多摩川付近を「大消毒」、水道水の消毒液濃度を上限まで引き上げるとともに、鋼管附属病院、富士紡績附属病院、隣接する横浜市鶴見区の浅野病院を一時隔離病舎として借り受けた。また、川崎警察署内に防疫本部を設置するとともに、予防措置として市内の川崎高等女学校、小・中学校の休校を決定した。
1月9日の赤痢による死者は17人、10日午前中までに死者は4人と記録的な数字となったため、多摩川の対岸にあたる東京市も警戒を強めた。警視庁は、六郷橋を挟んで対岸にあたる蒲田警察署に対して、市民に川崎市で飲食をさせないようにすることなどを指示、感染者の拡大に備えた。
1月10日、感染経路が特定できないことから。川崎市内の小学校が一斉休校することとなった（同月21日再開）。
1月11日、臨時市議会が開催。出席した議員より、多摩川の集水箇所付近に人糞屎尿を肥料とする耕作地があり、多摩川の増水に伴い汚水が流入したのではないかとの指摘があった。川崎水道部長は施設が不十分であったことを認めて陳謝したものの、川崎市長は水道水の汚染と認めなかった。市内における同月末までの発病者は1357人となった。

## 新聞広告
川崎市内の川崎大師では、毎年1月21日には「初大師」の行事を行い、多くの参拝者を集めていた。当年は、市内で発生した赤痢の影響により参拝者の不安が高まったことから、1月18日の東京朝日新聞には「初大師客大歓迎 沿道に患者なし 全従業員健康診断ずみ 電車もバスも安心」との新聞広告が出された（広告主の記載なし）。